# 柏誠集團
栢誠集團（英語：Parsons Brinckerhoff），1885年成立，全球員工人數大約14,000，是國際性的設計及工程顧問公司，據2013年研究所知，它的規模在美資的同業中排行第十。

## 簡史
於1885年由威廉·巴克利·帕森斯在紐約市創立，栢誠集團的首批工程包括紐約地鐵的原跨區捷運（IRT）路線、麻薩諸塞州的科德角運河和武漢至廣州的鐵路。1906年，高速公路工程師亨利·布林克霍夫將電氣化火車技術引進到公司，他亦是第三軌供電的發明人之一。

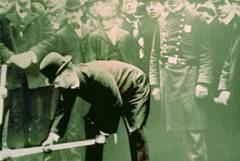
威廉·巴克利·帕森斯及紐約地鐵

在20世紀，栢誠集團曾經參與不少舉世知名的大型工程，包括：底特律-溫莎隧道、1939年紐約世界博覽會及三藩市、亞特蘭大、新加坡、臺北等地的捷運系統。

## 收購合併
栢誠集團於2009年10月被鮑佛貝蒂公司以6.26億美元全面收購。鮑佛貝蒂公司於2014年9月3日宣佈，將所有栢誠集團股份售予科進集團，作價12.4億美元。

## 外部連結
- 官方網站 （页面存档备份，存于）（简体中文）